# Балка Ковальська
Ба́лка Кова́льська — балка в Саксаганському районі Кривого Рогу. Балка розташована в районі станції Шмакове.
З правого боку впадає в річку Саксагань. Довжина 4,9 км. Верхів'я оконтурюється 100-ю горизонталлю. Домінує могила Плоска (105 м). У середній та нижній частині майже повністю втратила свої природні риси та конфігурацію. Це наслідок проведення гірничих виробок.
Назва пішла від ковальської професії. Олександр Поль знайшов у балці знаряддя праці стародавньої людини.